# Fertilisation of Orchids

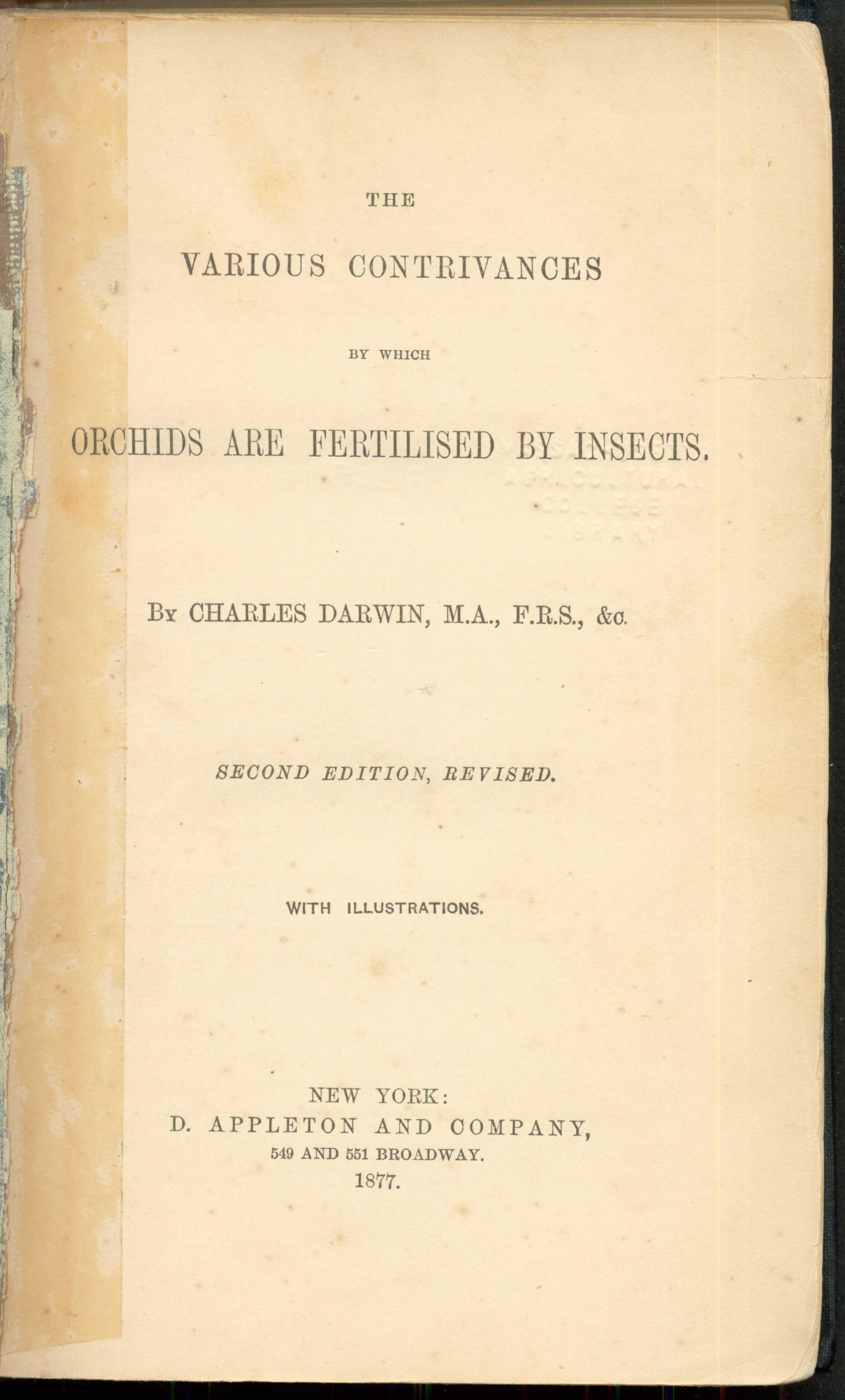
Strona tytułowa wydania z 1877 roku

Fertilisation of Orchids (podtytuł: On the various contrivances by which British and foreign orchids are fertilised by insects, and on the good effects of intercrossing) – książka Charlesa Darwina opublikowana 15 maja 1862. W tej pracy, pierwszej opublikowanej po O powstawaniu gatunków, Darwin rozwinął zagadnienie zależności ewolucyjnych między roślinami a zapylającymi je owadami. Na przykładzie owadopylnych storczyków Darwin pokazał siłę doboru naturalnego i podjął próbę wyjaśnienia skomplikowanych zależności ekologicznych między roślinami a owadami.